# شهدخوار دره نیل
شهدخوار دره نیل (نام علمی: Hedydipna metallica) نام یک گونه از تیره شهدخواران است.